# Васудева Канва
Васудева Канва — індійський правитель, засновник династії Канва. Первинно був міністром останнього представника династії Шунга, Девабхуті.